# Commentaire romand
Le Commentaire romand est une série de commentaires juridiques en français sur les lois fédérales suisses les plus importantes. Cette série d'ouvrages de référence est publiée par la maison d'édition Helbing Lichtenhahn.
Les professeurs des universités et les avocats suisses romands en sont les rédacteurs. Chaque volume comprend environ 2000 pages (les éditions Code civil, Code des obligations et Code pénal sont chacune en deux volumes). Des révisions sont publiées régulièrement pour suivre l'évolution des lois et jurisprudences fédérales. Le Commentaire est le dernier des grands commentaires suisses, la première édition datant du début des années 2000. C'est également le seul rédigé en français.